# John William Polidori
John William Polidori (Londen, 7 september 1795 – aldaar, 24 augustus 1821) was een Engels schrijver en arts van Italiaanse afkomst. Hij wordt door velen gezien als de initiator van het genre van het vampierverhaal in de literatuur. Zijn bekendste werk is The Vampyre (1819), in het Nederlands als De Vampyr vertaald door Bies van Ede. Hij schreef dit kort verhaal in de traditie van de 'gothic novel' toen hij samen met Percy en Mary Shelley te gast was bij Lord Byron in een villa aan het Meer van Genève. Het verhaal werd in eerste instantie toegedicht aan Lord Byron, maar later bevestigden zowel Byron als Polidori dat het van Polidori was.

## Familie
John William Polidori werd in 1795 in Londen geboren als oudste zoon van Gaetano Polidori, een Italiaanse politieke emigrant en geleerde, en Anna Maria Pierce, een Engelse gouvernante. Hij had drie broers en vier zusters. Zijn zuster Frances trouwde met de Italiaanse banneling en geleerde Gabriele Rossetti, waardoor hij de oom werd van Maria Francesca Rossetti, Dante Gabriel Rossetti, William Michael Rossetti en Christina Rossetti, hoewel zij pas na zijn dood geboren werden.
In 2012 bracht de Amerikaanse schrijver Tim Powers zijn roman Hide me among the graves uit, waarin de kinderen Rossetti geplaagd worden door Polidori zelf in de vorm van het wezen dat hem beroemd maakte, de vampier.

## Biografie
Polidori was vanaf 1804 een van de eerste studenten aan het in 1802 gestichte Ampleforth College. Hij ging in 1810 naar de universiteit van Edinburgh, waar hij een these schreef over slaapwandelen, en op zijn negentiende zijn graad als doctor in medicijnen haalde.
In 1816 trad Polidori als lijfarts in dienst bij Lord Byron, en vergezelde hem op een reis door Europa. Zijn uitgever John Murray bood hem 500 Engelse ponden om een dagboek van hun reizen bij te houden. Later zou Polidori's neef, William Michael Rossetti, dit bewerken. In Villa Diodati, een huis dat Byron huurde bij het Meer van Genève in Zwitserland, ontmoette het stel Mary Wollstonecraft Godwin met haar aanstaande echtgenoot Percy Bysshe Shelley, en hun gezelschapsdame Claire Clairmont, Mary's stiefzuster.
Op een avond in juni, nadat het gezelschap hardop voorgelezen had uit Fantasmagoriana, een Franse verzameling van Duitse griezelverhalen, stelde Byron voor dat elk van hen een spookverhaal zou schrijven. Percy Shelley schreef A fragment of a ghost story; Mary Shelley werkte aan een verhaal dat later zou uitgroeien tot Frankenstein. Byron schreef (en liet dat snel varen) een fragment van een verhaal, Fragment of a Novel, over Augustus Darvell, wat Polidori later als basis gebruikte voor zijn eigen verhaal, The Vampyre.
Na door Byron weggestuurd te zijn, reisde Polidori door Italië en keerde toen terug naar Engeland. Zijn verhaal, The Vampyre, met als hoofdpersonage Lord Ruthven, werd zonder zijn toestemming in april 1819 gepubliceerd in het New Monthly Magazine. In Londen woonde hij in de Great Pulteney Street (Soho). Tot zijn, en Byrons, grote ergernis werd The Vampyre uitgebracht als een nieuw werk van Byron. Byron publiceerde zelfs zijn Fragment of a Novel dit recht te zetten, maar The Vampyre bleef aan hem toegeschreven.
Polidori's lang, door Byron beïnvloede theologische gedicht The Fall of the Angels werd in 1821 anoniem gepubliceerd.
Polidori stierf in Londen op 24 augustus 1821, bezwaard door depressies en gokschulden. Ondanks sterk bewijs dat hij zelfmoord pleegde d.m.v. waterstofcyanide (blauwzuur), kwam de lijkschouwer tot het besluit dat het dood door natuurlijke oorzaak betrof.
Op 15 juli 1998 werd bij Polidori's huis, Great Pulteny Street 38, door de Italiaanse ambassadeur, Paolo Galli, een herinneringsplaquette onthuld.

## Postmortem
Zijn zuster Charlotte maakte een transcriptie van zijn dagboeken, maar censureerde "zondige passages", en vernietigde het origineel. The Diary of John Polidori is alleen gebaseerd op de transcriptie en werd bewerkt door William Michael Rossetti en voor het eerst gepubliceerd in 1911 door Elkin Mathews.

## Werken
- A Medical Inaugural Dissertation which deals with the disease called Oneirodynia, for the degree of Medical Doctor, Edinburgh (1815)
- On the Punishment of Death (1816)
- An Essay Upon the Source of Positive Pleasure (1818)
- The Vampyre: A Tale (1819)
- Ernestus Berchtold; or, The Modern Oedipus: A Tale (1819)
- Ximenes, The Wreath and Other Poems (1819)
- The Fall of the Angels: A Sacred Poem (1821)
- The Diary of Dr. John William Polidori (1816)
- Sketches Illustrative Of The Manners And Costumes Of France, Switzerland And Italy (1821)